# Enkomi
Enkomi (en griego Έγκωμη) es un yacimiento arqueológico de la Edad del Bronce situado a siete km al norte de Famagusta, en la parte noroccidental de la isla de Chipre.

## Alasiya
La ciudad ha sido identificada por los investigadores con Alasiya, un topónimo mencionado en fuentes egipcias (cartas de Amarna), hititas, micénicas y ugaríticas como un importante suministrador de cobre y situado en alguna zona del Mediterráneo oriental; aunque algunos historiadores han sugerido que Alasiya podría estar en lo que hoy es Turquía o Siria, la opinión mayoritaria se inclina por situarla en Chipre, ahora bien, aún no es posible determinar si Alasiya hacía referencia a toda la isla o sólo a una parte de ésta. Una prueba de la ubicación chipriota de Alasiya es el hallazgo de una inscripción de culto del siglo IV a. C. que hace referencia a Apolo Alasiotas. En cualquier caso, la capital de este reino debió situarse en Enkomi por lo menos durante algún tiempo.

## Historia
El asentamiento se estableció en la Edad de Bronce Medio en una bahía de la costa, actualmente obstruida por los sedimentos del río Pedieos. Los primeros hallazgos datan del siglo XVII a. C. y desde aproximadamente el siglo XVI a. C. hasta el siglo XII a. C. fue un importante centro comercial de exportación de cobre, que se fundía en el sitio, y mantuvo fuertes vínculos culturales con Ugarit, ciudad situada en la costa de Siria. Durante la primera fase se muestra una fuerte influencia egipcia y según Peltenburg en este momento Enkomi era la capital de la totalidad de Chipre, mientras que otros autores sostienen que debió haber una estructura política mucho más fragmentada. Desde el siglo XIII a. C. se desarrollan en la costa sur otros centros comerciales y en torno al año 1050 a. C. se produjo el abandono definitivo de Enkomi después de un terremoto lo que, unido a la sedimentación de la bahía, provocara el auge de la cercana Salamina.

## Excavaciones
El sitio fue descubierto en 1870 por los hermanos Luigi y Alessandro Palma di Cesnola. Después de más de una década de saqueo generalizado atraídos por la alta calidad de los ajuares de las tumbas, el sitio fue excavado desde 1896 por el arqueólogo inglés Alexander Stuart Murray para el Museo Británico. Los objetos hallados se conservan en el Museo Británico, e incluyen, entre otros, muestras de la fundición de bronce y el ajuar de las cerca de 100 tumbas excavadas que proceden principalmente de la época de la XVIII Dinastía egipcia de finales del siglo XIV-XIII a. C.
Las excavaciones se reanudaron en 1913 por John Myers y Menelao Markides del Museo de Chipre; en 1932-195 tuvo lugar la expedición sueca dirigida por Claude Schaeffer, que había excavado previamente en Ugarit, labor que continuó entre 1946-1950; y en la década de 1948-1958 las excavaciones fueron dirigidas por Porphyrios Dikaios, del departamento local de antigüedades.

### Estructuras

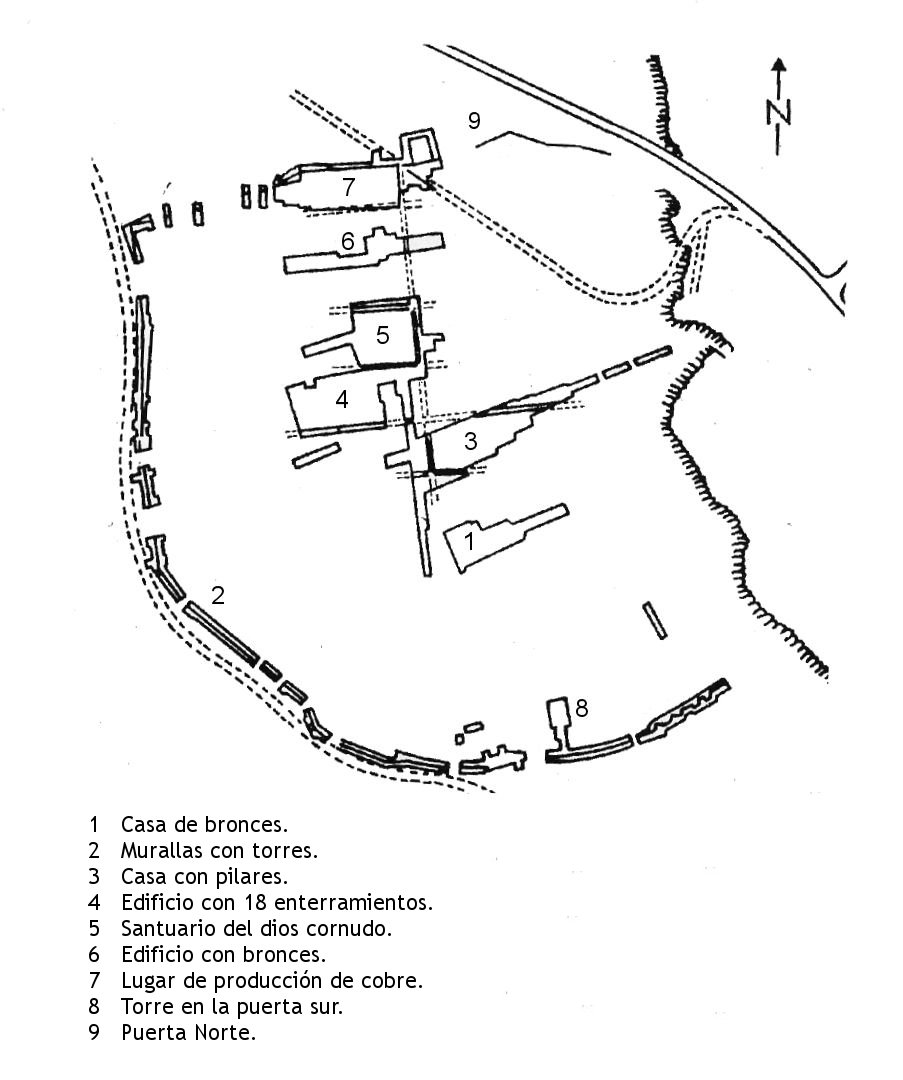
Mapa de las excavaciones de Enkomi.

La ciudad fue rodeada alrededor del 1200 a. C. por una muralla cuya base estaba formada por grandes piedras (mampostería ciclópea) de 400 metros bajo un muro de adobe, construcción similar a la encontrada en Palaikastro en el oeste de Chipre. El urbanismo se caracteriza por el trazado de calles en ángulo respecto a las puertas de la ciudad y por contar con un sofisticado sistema de alcantarillado. También se halló un sitio de procesamiento del cobre que guarda paralelismos con Kition, donde el tratamiento del cobre tenía lugar en un área del templo. Las casas, construidas en adobe, constaban de varias habitaciones en torno a un patio central y bajo ellas eran enterrados sus muertos.
La complicada estratigrafía del yacimiento se ha resuelto con la división de la misma en cuatro fases principales, que a su vez comprenden distintas subfases:
- Nivel A: Es la fase más antigua, con restos escasamente conservados situados directamente sobre la roca madre.
- Nivel I: Abarca desde comienzos de la Edad del Bronce y revela la destrucción de las fortificaciones en dos ocasiones.
- Nivel II: Comprende los siglos XIV-XIII a. C. y termina con la destrucción masiva del yacimiento.
- Nivel III: Es la época de la colonización micénica, con tres subetapas:
  - III A y III B: La ciudad es construida con diez calles en ángulo recto y una plaza central pavimentada con piedra en la carretera principal norte-sur; se detectan un gran edificio (seguramente una estructura palacial), tres santuarios y doce áreas especializadas en la elaboración del cobre.[3] En este momento la ciudad se fortifica con la muralla antes citada, pero finalmente será destruida en torno al 1125 a. C. en el contexto de las invasiones de los Pueblos del Mar.
  - III C: Es la fase final micénica, con una población en declive. El sitio será abandonado definitivamente después de un terremoto a mediados del siglo XI a. C..

Las excavaciones han revelado que el culto religioso está intrínsecamente vinculado con la explotación de cobre. Se han descubierto tres grandes santuarios; el mayor de ellos, el del "dios cornudo", descubierto por P. Dikeos, recuerda prototipos orientales; en el que se halló el "dios del lingote" consiste en un edificio de planta rectangular con una orientación este-oeste, cuyo interior queda dividido en dos ambientes por un muro situado aproximadamente hacia el centro de la estancia, delante del cual se levantaron dos altares monolíticos de piedra. En los muros norte y sur tenía adosados sendos bancos de adobe. En el ambiente o sector norte se hallaron una gran cantidad de cráneos de toro con sus cuernos y algunos omóplatos que presentaban varias incisiones, lo que constituye un dato sumamente revelador. Se ha pensado, lógicamente, que los cráneos correspondían a toros sacrificados a la divinidad, aunque también que puedan haber sido utilizados como máscaras por los sacerdotes o hierofantes puesto que algunos fueron desprovistos de todo el hueso saliente de la parte posterior.

### Hallazgos arqueológicos
- Dios cornudo:[6] Estatuilla de bronce de una deidad masculina encontrada en un santuario de Enkomi (siglos XIII-XII a. C., Chipre). Viste un corto faldellín y cubre su cabeza con un casquete de piel rizosa del que sobresalen dos grandes y afiladas astas de bovino. Su posición frontal, el modelado de su cuerpo y sus rasgos faciales denotan una fuerte influencia griega,[7] pero la posición de sus brazos remite al Próximo Oriente.[5]
- Dios del lingote: Es una estatuilla de bronce de 35 cm de altura hallado en otro de los santuarios, que representa al dios de pie vestido con lo que parece una camisa y una especie de faldilla, y tocado con un casco cónico de cuernos. En su mano izquierda sostiene una lanza en actitud amenazante y en la derecha un pequeño escudo mientras que lleva las piernas protegidas por grebas. La figura descansa sobre una base en forma de piel de toro. Fue hallado una celda en 1963 colocado en posición vertical en un hoyo cuidadosamente construido y asociado a cerámica del siglo XII a. C.. Se trata de lo que se ha denominado un smiting god, es decir, el dios de la tempestad o de la tormenta, una divinidad celeste de origen sirio-palestino, aunque aparece en todo un área afroeuroasiática bastante extensa. Como dios de la tormenta sus atributos son el trueno, el rayo y la lluvia (de ahí su aspecto guerrero y amenazante), y también de la fuerza genésica y fecundadora por lo que se identifica con el toro (casco de cuernos y piel de toro).
- Estuche de juego en la que se representa una escena de caza: Un personaje de corte asiático apunta con el arco desde un carro sirio, mientras el auriga, látigo en mano, conduce un brioso tiro ricamente enjaezado.
- Marfil con escena del ataque de león a un toro.
- Pendientes en forma de cabeza de toro
- Numerosas tablillas de arcilla con inscripciones en silabario chipriota y un estilete.
- Copa de plata[8] con decoración, mediante la técnica del nielado,[9] de bucráneos y flores de loto y un mango de hueso con incrustaciones de oro, hallada en la tumba 2/7 datada en torno al 1400 a. C., que se conserva en el Museo de Chipre en Nicosia. Su gran semejanza a la copa de Dendra ha hecho suponer a algunos investigadores que fue realizada por el mismo autor griego.
- Tazas de oro semiesféricas.
- Cerámica micénica, inicialmente influenciada por los productos importados de la Argólida y Rodas, para después facturar una cerámica local conocida como "Chipre-micénica" de la que destacan las grandes cráteras decoradas con figuras de grandes dimensiones, quizás en semejanza a las pinturas murales, pero bajo formas esquemáticas.

Los hallazgos se exhiben en el Museo Británico de Londres, en el Museo de Chipre de Nicosia y en el Museo de arqueología e iconos del Monasterio de San Bernabé, entre Salamina y Enkomi.
|  |  |  |

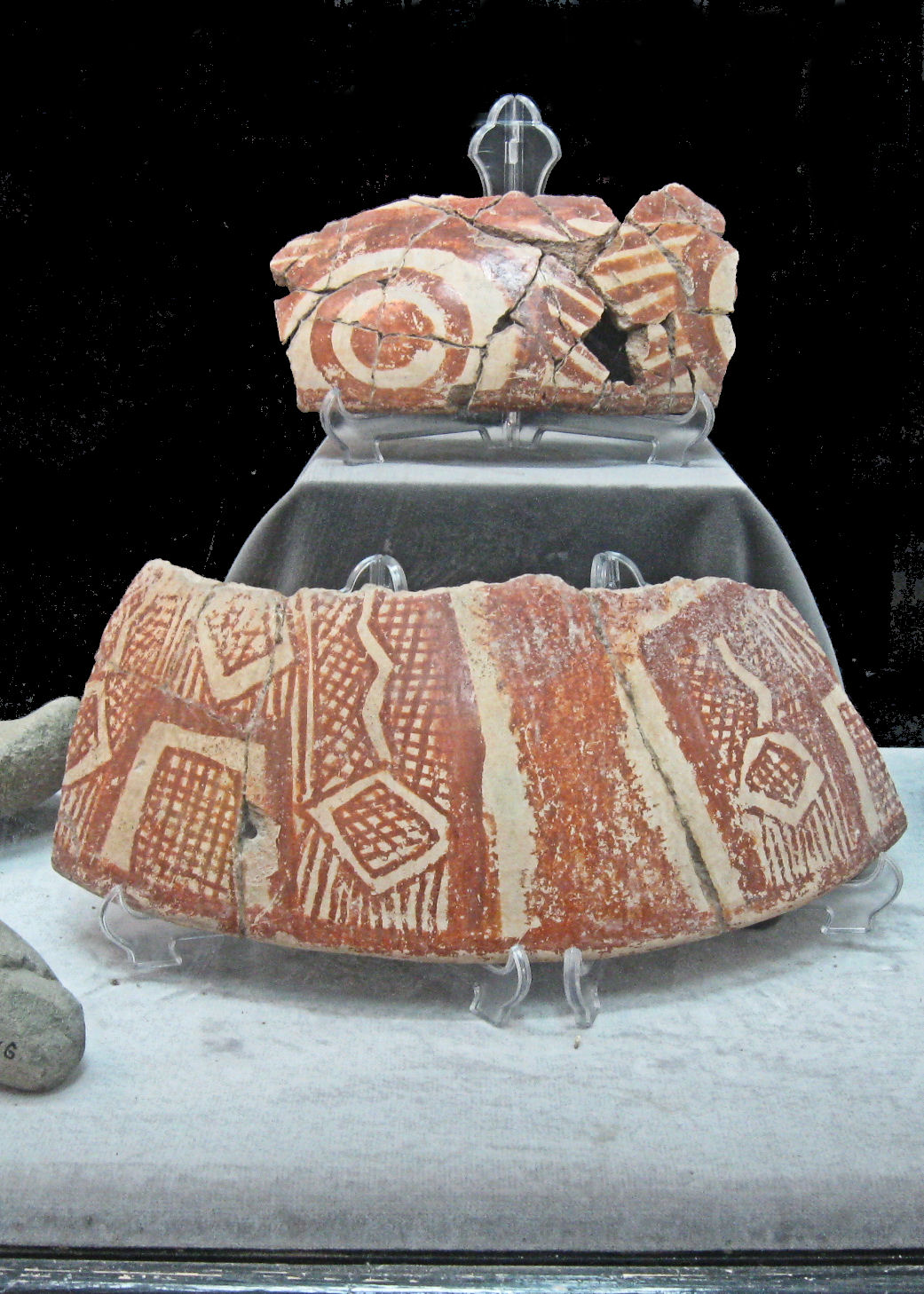
Fragmentos de una tapa de píxide de Enkomi, alrededor de 4000 a. C., Museo Arqueológico de San Bernabé / Salamina (Chipre)
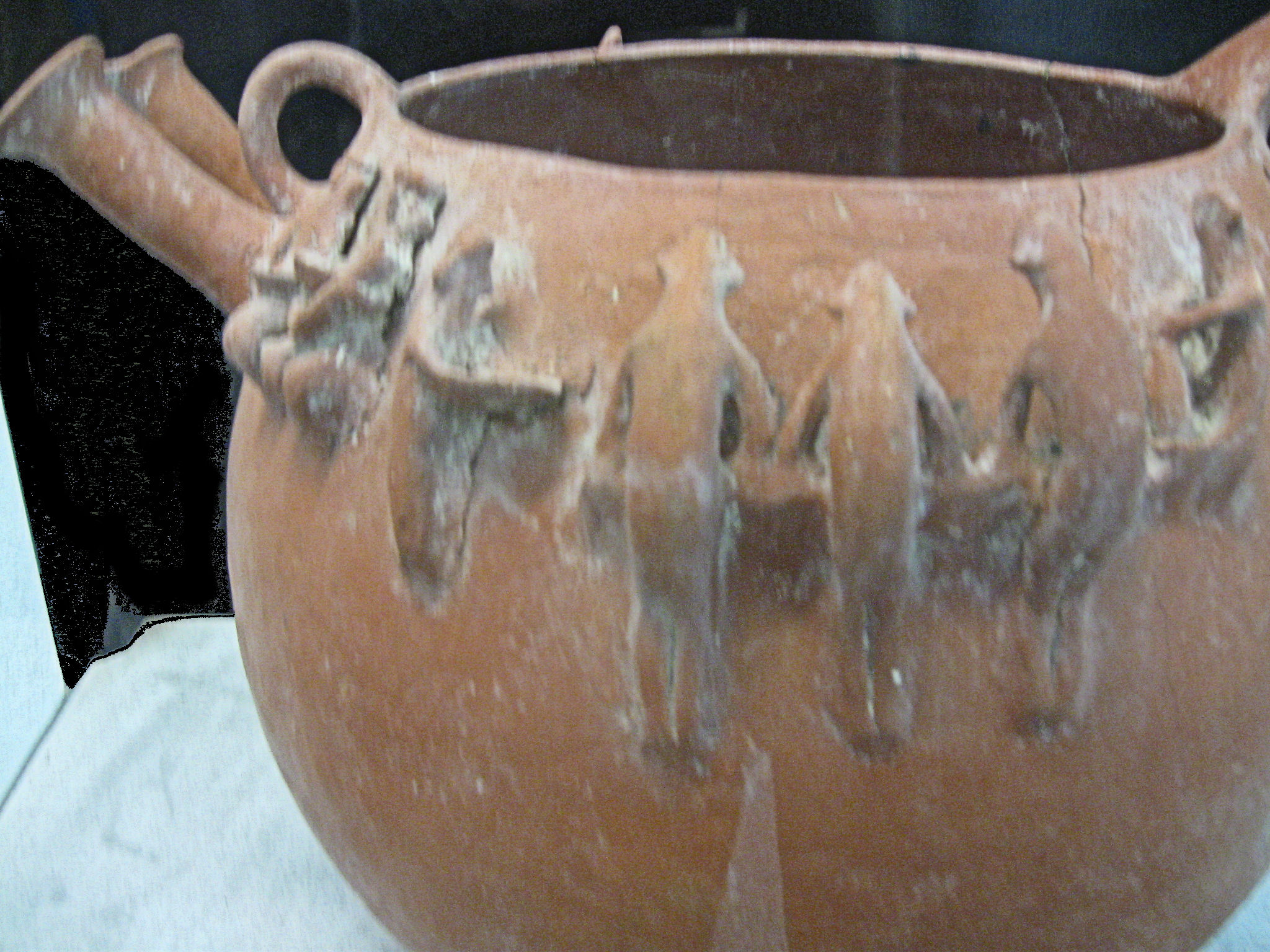
Vasija roja pulida con decoración figurativa, 2300-2075 a. C., Museo Arqueológico de San Bernabé / Salamina (Chipre)
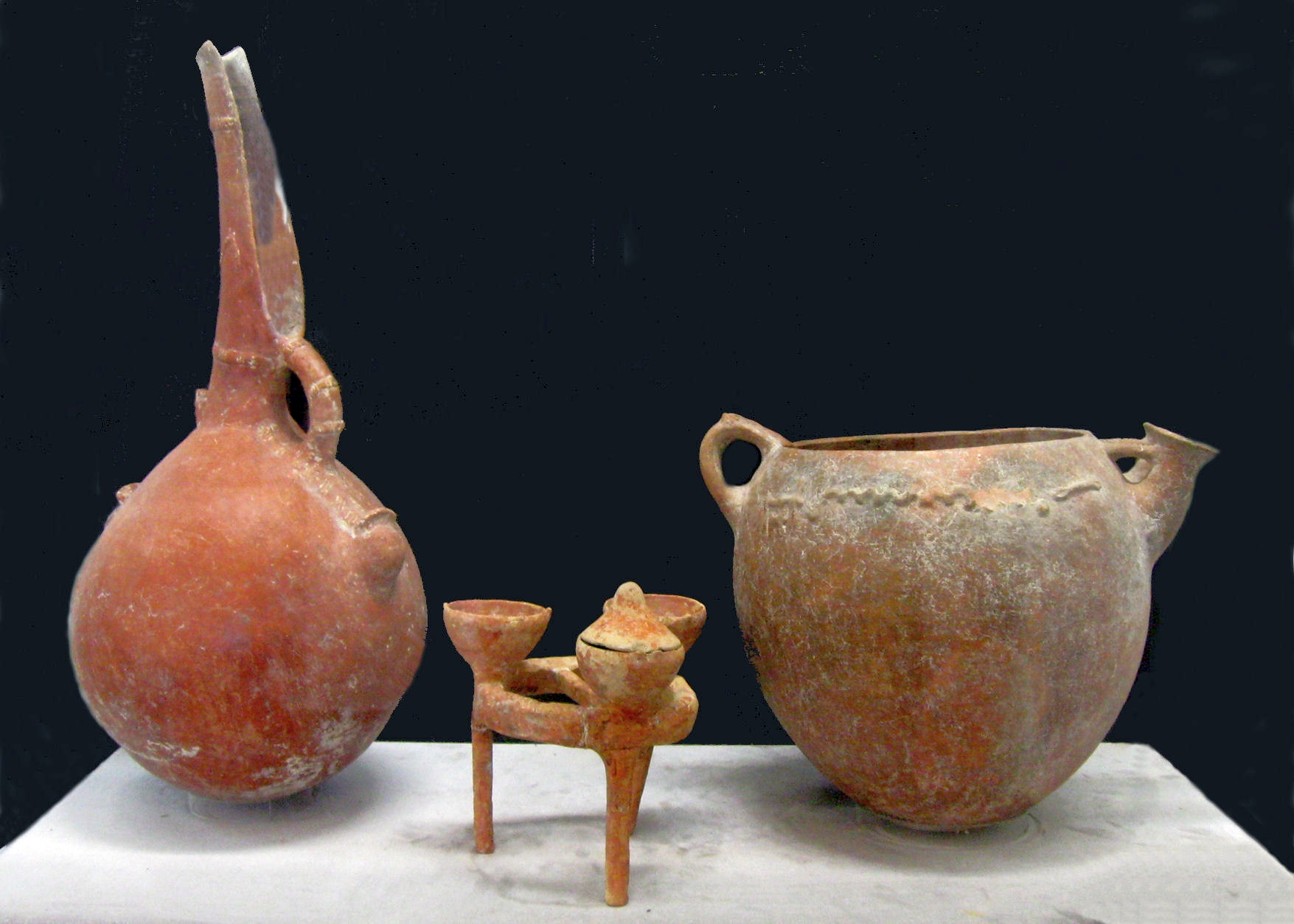
Vasijas rojas pulidas de Enkomi, 2300-2075 a. C., Museo Arqueológico de San Bernabé / Salamina (Chipre)
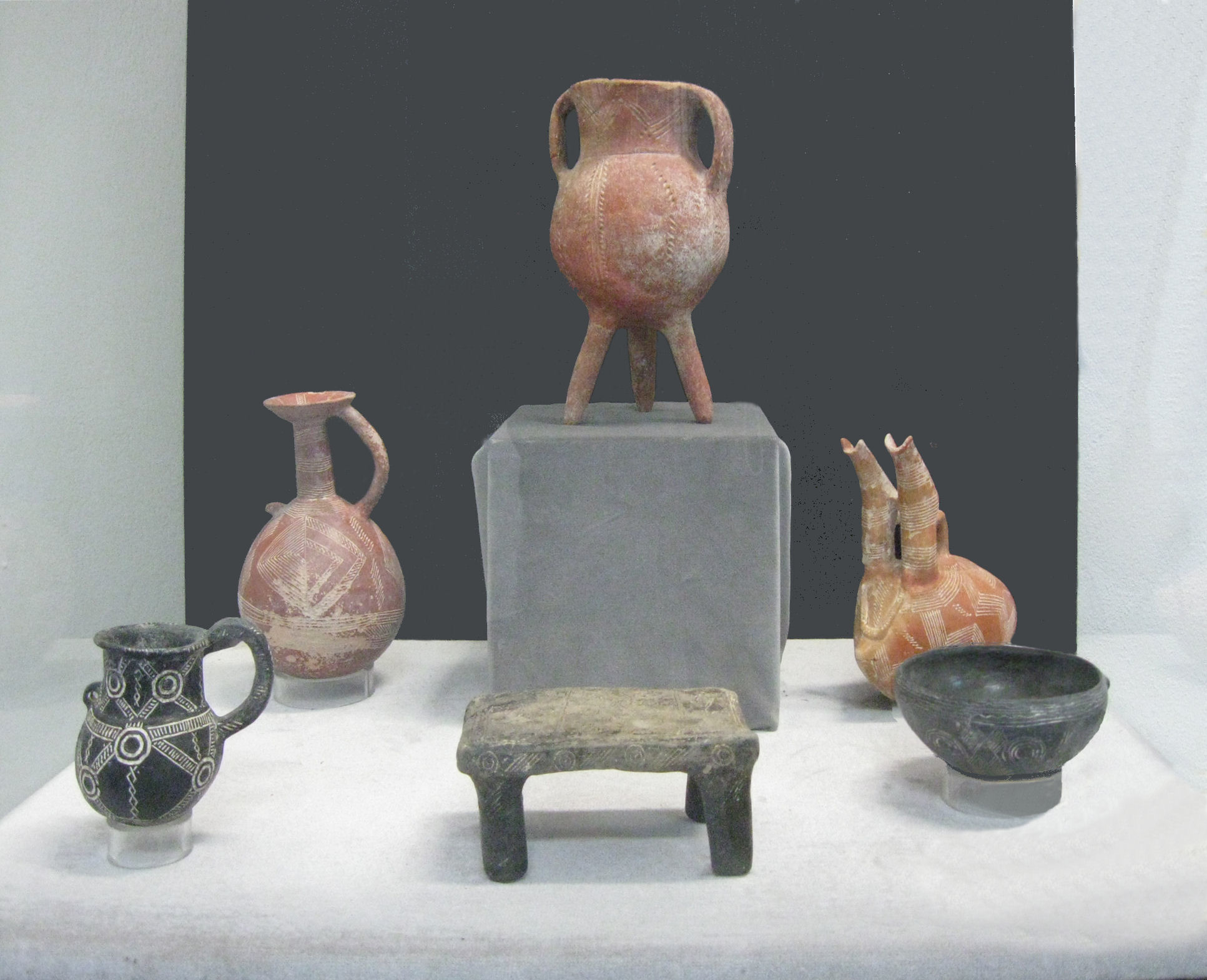
Vasijas rojas y negras pulidas de Enkomi, 2300-1900 a. C., Museo Arqueológico de San Bernabé / Salamina (Chipre)
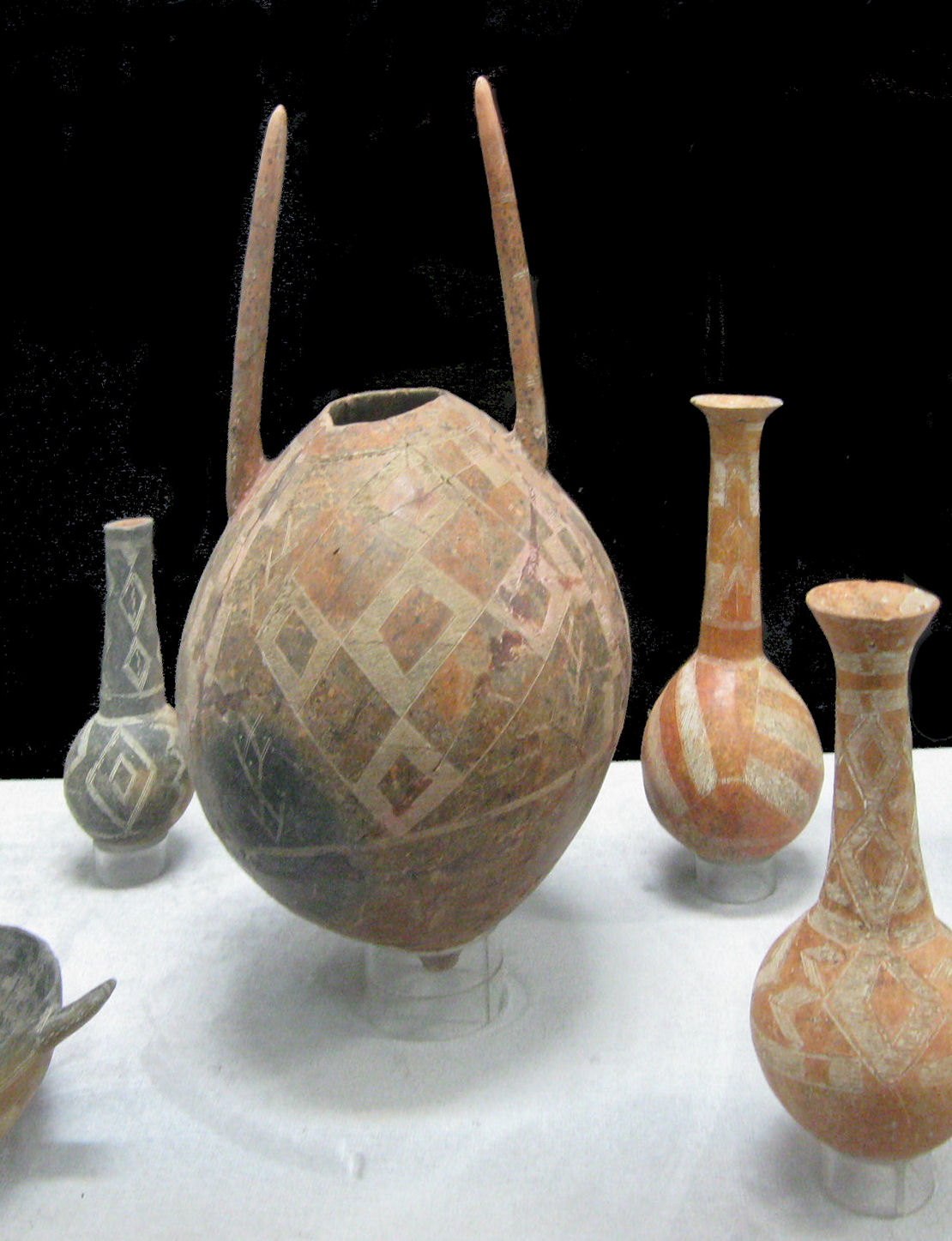
Cerámica roja pulida de Enkomi, 1900-1725 a. C., Museo Arqueológico de San Bernabé / Salamina (Chipre)
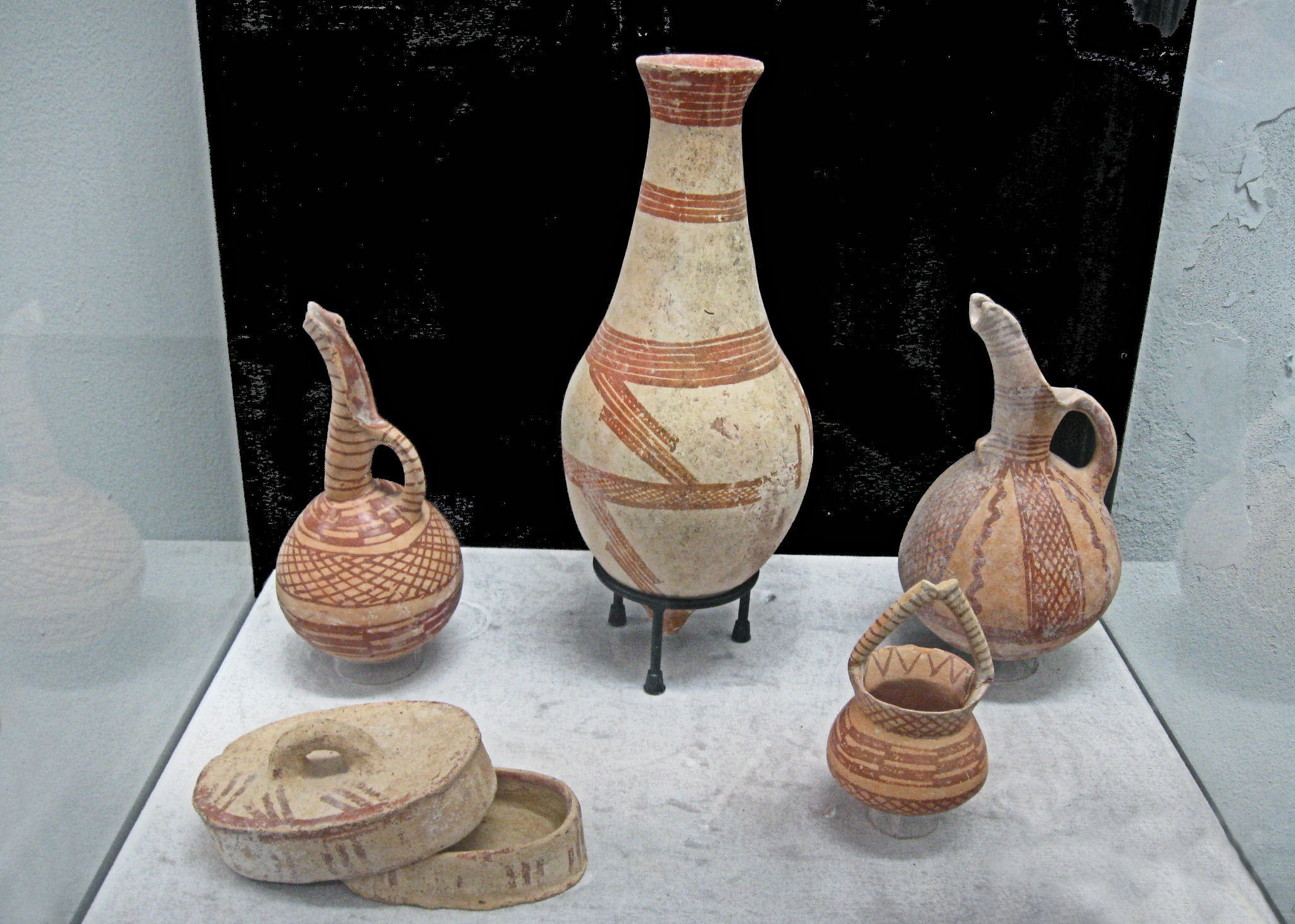
Vasijas pintadas de blanco de Enkomi, 1900-1625 a.C., Museo Arqueológico de San Bernabé / Salamina (Chipre)
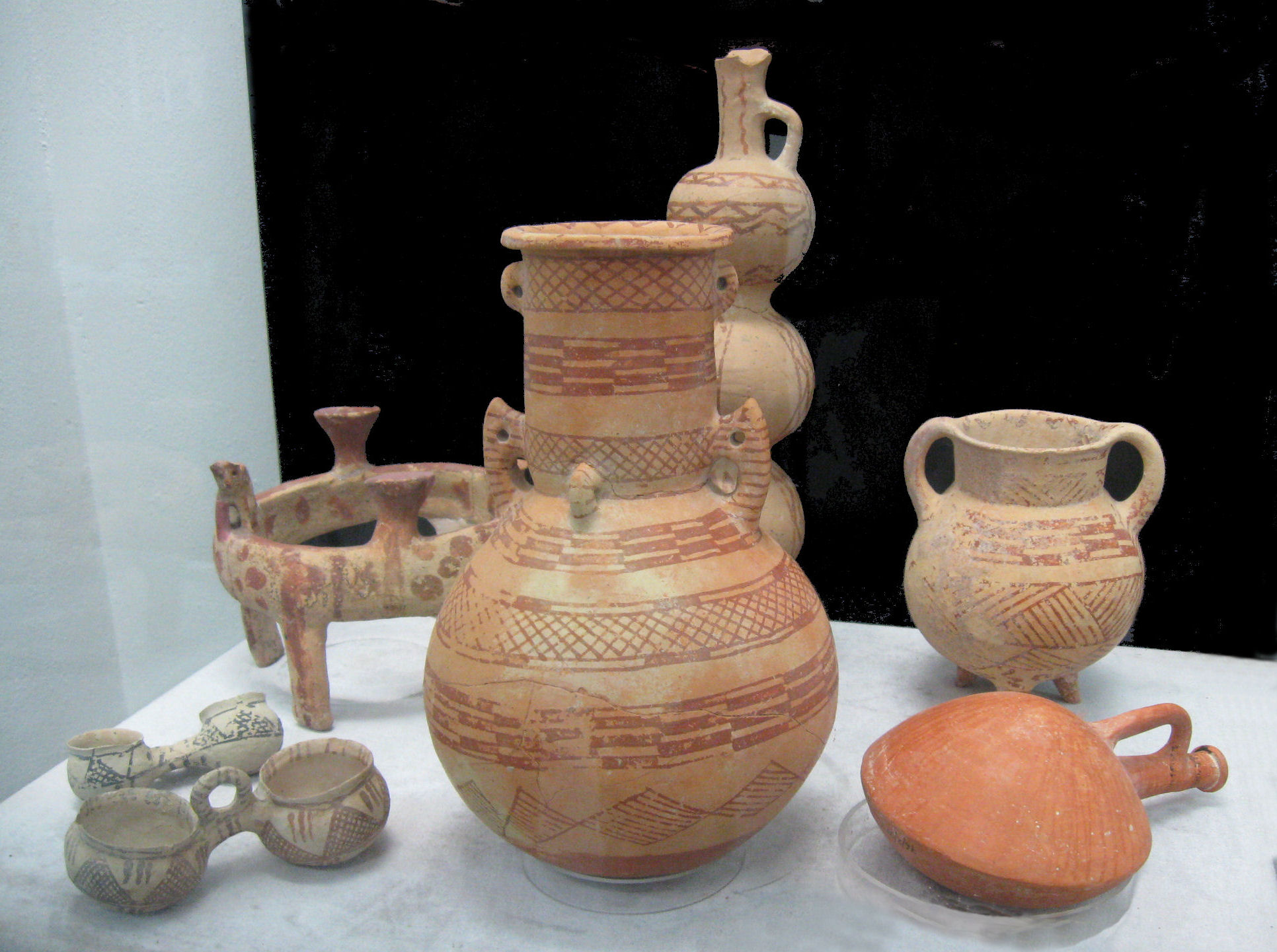
Vasijas pintadas de blanco de Enkomi, 1900-1625 a. C., Museo Arqueológico de San Bernabé / Salamina (Chipre)

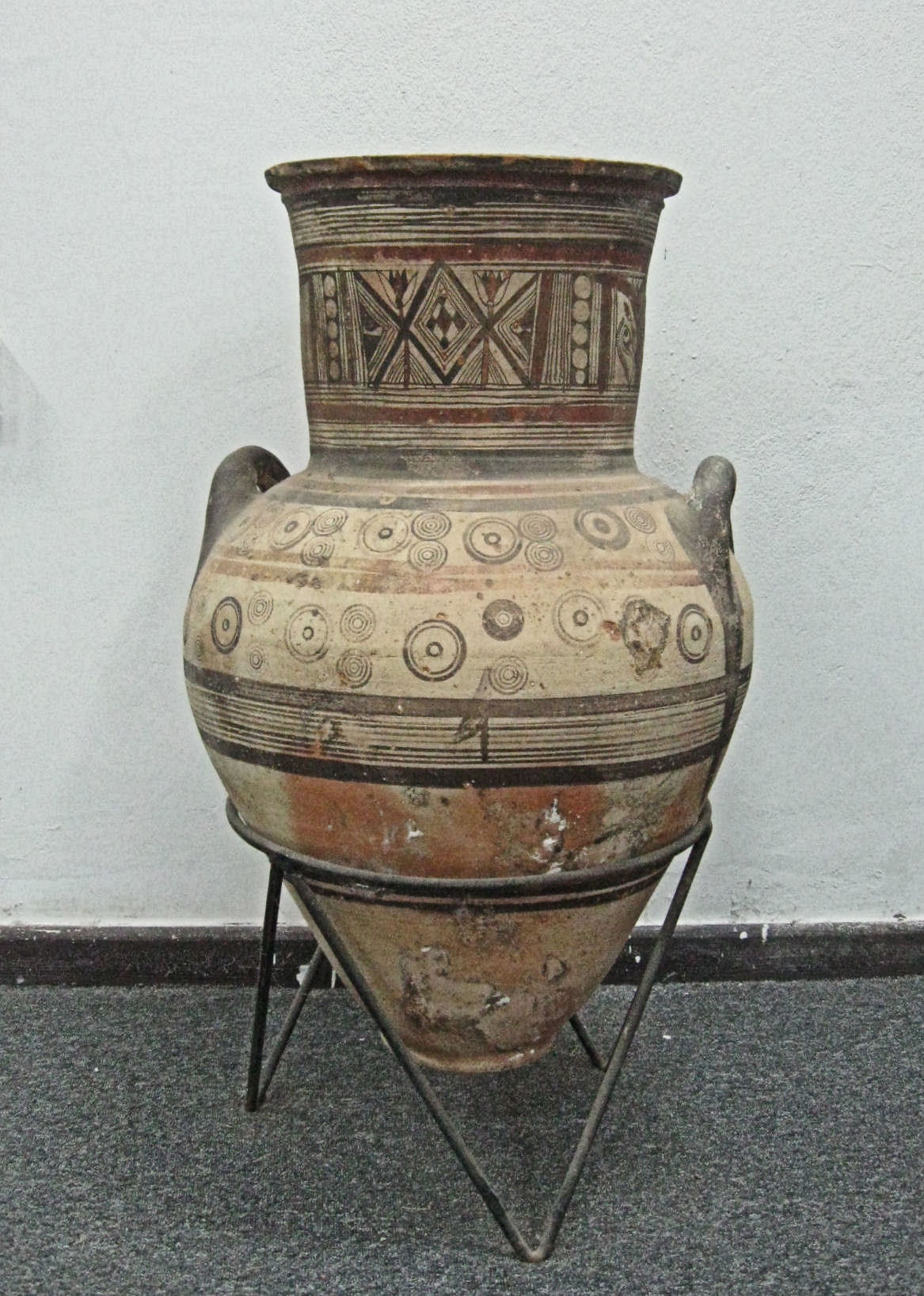
Ánfora 850-750 a. C.
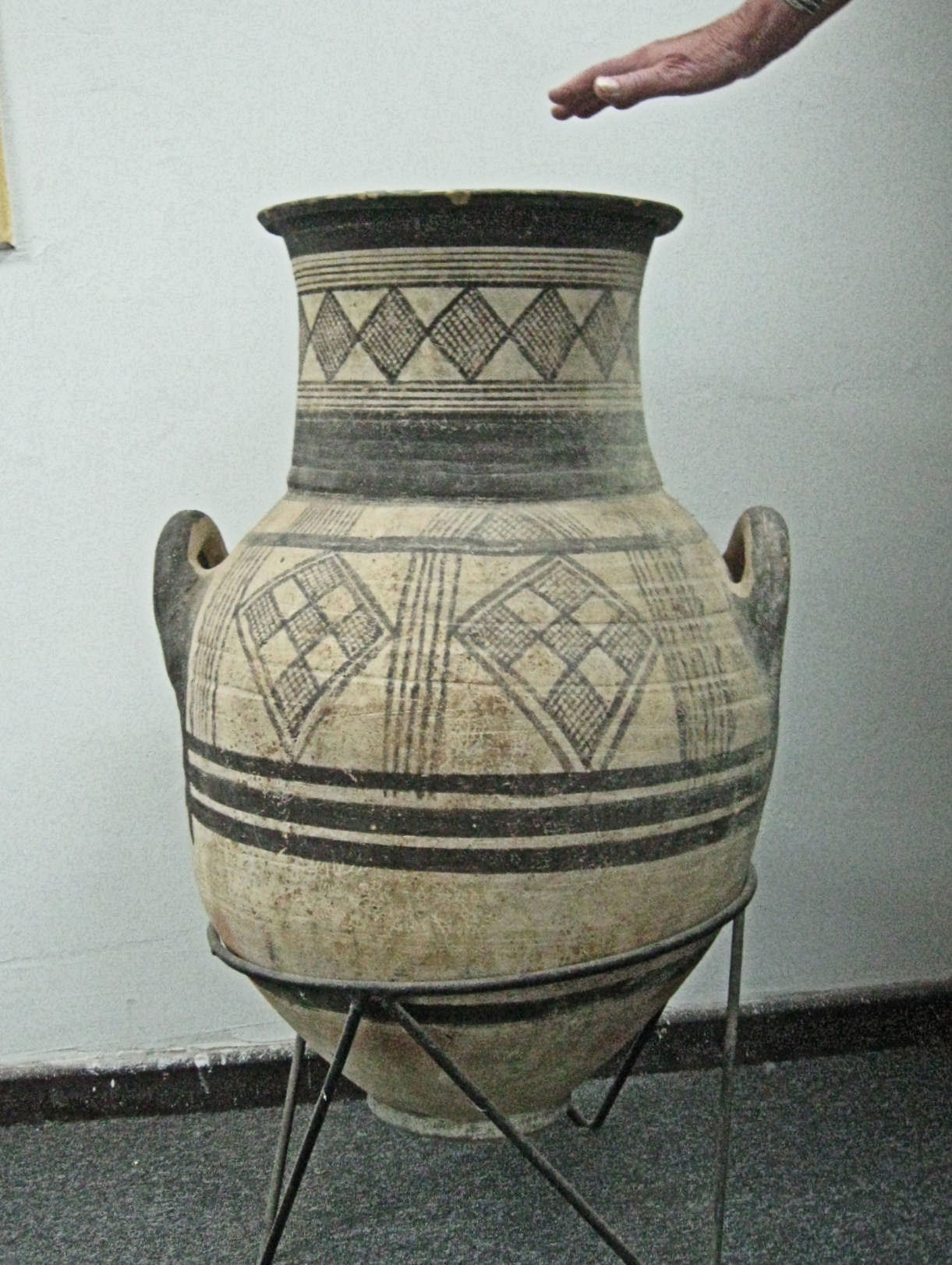
Ánfora 750-600 a. C.
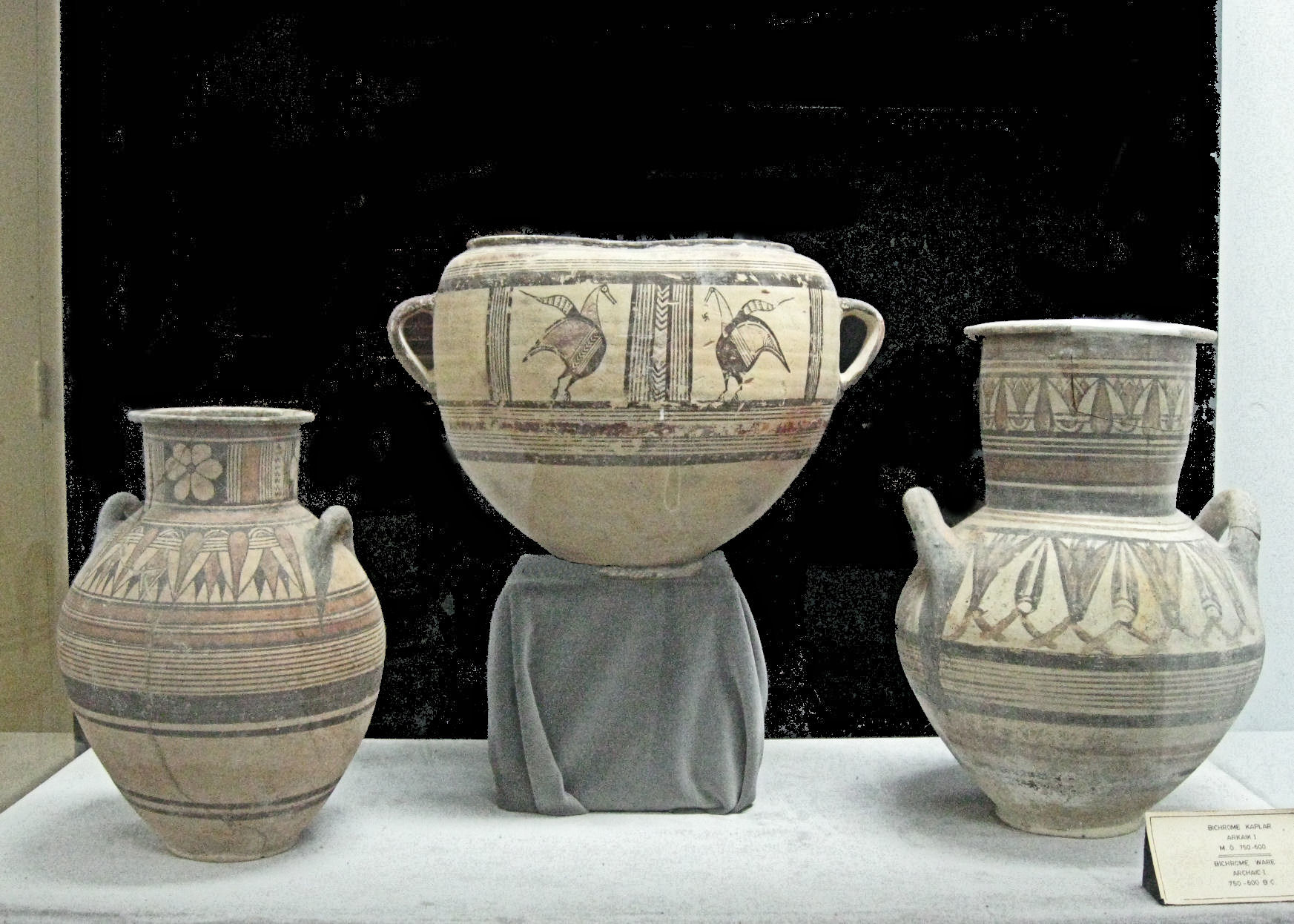
Vasijas 750-650 a. C.